# غاريث روبرتس (كاتب)
غاريث روبرتس (بالإنجليزية: Gareth Roberts)‏ (5 يونيو 1968 في المملكة المتحدة)؛ كاتِب، سيناريست وروائي بريطاني.

## روابط خارجية
- غاريث روبرتس على موقع IMDb (الإنجليزية)
- غاريث روبرتس على موقع قاعدة بيانات الفيلم (الإنجليزية)